# 4Eve

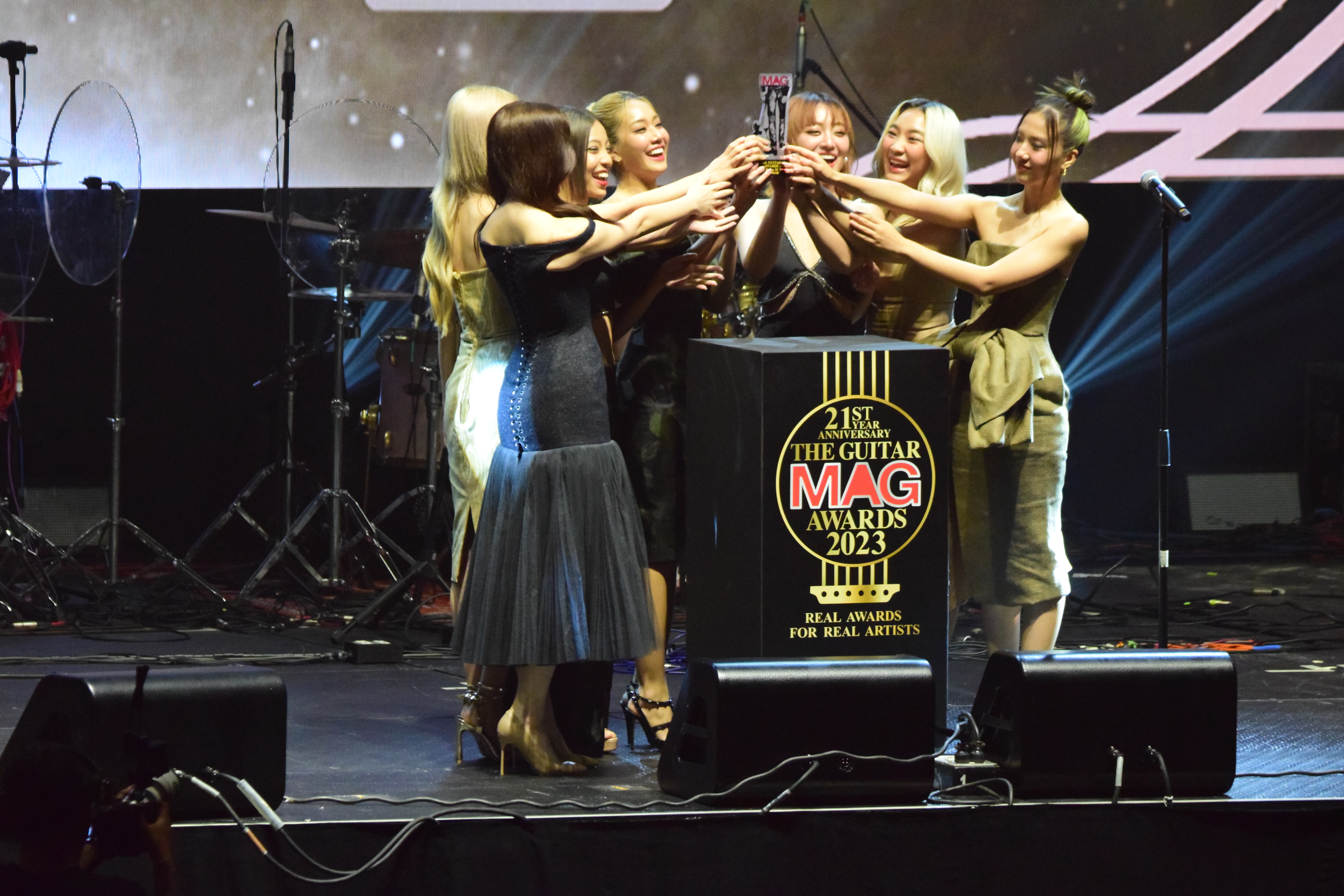
4Eve nehmen eine Auszeichnung bei den Guitar Mag Awards entgegen.

4EVE (thailändisch โฟร์อีฟ) ist eine thailändische Idol-Gruppe, die im Jahr 2020 zusammengestellt wurde.
Die Gruppe gehört zum thailändischen Label XOXO Entertainment und der Agentur Workpoint Entertainment. Zu der Diskografie zählen ein vollwertiges Studioalbum sowie zwei Single-Alben und 19 Singles.
Die Mitglieder wurden im Rahmen einer Castingshow ermittelt.

## Geschichte
Die Idol-Gruppe debütierte am 23. Dezember des Jahres 2020. Die Mitglieder wurden im Zuge der Castingshow Girl Group Star, die zwischen Juli und Oktober gleichen Jahres im thailändischen Fernsehen gezeigt wurde, gesucht. An der Vorauswahl nahmen 1.000 Kandidatinnen aus ganz Thailand und Laos teil, wovon 20 Teilnehmerinnen für die Castingshow ausgewählt wurden. Am Ende der Show wurden sieben Siegerinnen ermittelt, die schließlich Mitglieder der Gruppe wurden.
Am 23. Dezember 2023 debütierte die Gruppe mit ihrer Single Ohlala!. Bereits im März des Jahres 2021 erschien das erste vollwertige Studioalbum Tales of 4EVE: The First Album, dessen Single What Pa La? in die Top-10 der thailändischen Spotify-Charts erreichen konnte. Im Oktober gleichen Jahres folgte die Veröffentlichung des Single-Albums 4EVE Special Album: Trick or Treat?. Knapp ein Jahr später brachte die Gruppe ihr zweites Single-Album 4EVE: Less is More auf den Markt. Ihr erstes Konzert spielte die Idol-Gruppe im Dezember des Jahres 2022. Das zweitägige Event trug den Titel 4EVE The First Concert Family & Friends.
Im Jahr 2023 nahm Sängerin Jorin an der thailändischen Ausgabe der Musik-Ausscheidungsshow Masked Singer teil, wo sie das Halbfinale erreichen konnte. Mehrere Mitglieder der Gruppe waren vor ihrer Teilnahme bei Girl Group Star in der Unterhaltungsbranche aktiv. Aheye war vorher in der Girlgroup 9QTeens aktiv, nahm an Auditions von YG Entertainment teil und war in der zweiten Staffel des thailändischen Ablegers von The Voice Kids zu sehen. Hannah Rosenbloom erreichte den zweiten Platz bei der Miss-Teen-Laos und spielte 2023 im Film The Signal mit, wofür sie eine Nominierung als Beste neue Darstellerin beim Internationalen Filmfestival Shanghai erhielt. Punch ist als Model aktiv und konnte auf der Social-Media-Plattform TikTok einen gewissen Bekanntheitsgrad erreichen.
4Eve wurden bei den Guitar Mag Music Awards im Jahr 2023 als beste Gruppe ausgezeichnet. Im gleichen Jahr erhielt die Gruppe den Preis als beste Girlgroup bei den Toty Music Awards.

## Mitglieder
| Aktive Mitglieder                                   |                    |           |                  |                     |
| Atitaya Tribudarak (Mind) อาทิตยา ตรีบุดารักษ์           | Sängerin, Tänzerin | seit 2020 | 9. Juni 1999     | Chonburi, Thailand  |
| Jorin Khumpiraphan (Jorin) โจริญ คัมภีรพันธุ์             | Sängerin, Tänzerin | seit 2020 | 28. Oktober 1999 | Chiangmai, Thailand |
| Benyapa Unjit (Taaom) เบญญาภา อุ่นจิตร                 | Sängerin, Tänzerin | seit 2020 | 22. Februar 2000 | Thailand            |
| Hannah Rosenbloom (Hannah) แฮนน่า โรสเซ็นบรูม          | Sängerin, Tänzerin | seit 2020 | 5. Juli 2001     | Bangkok Thailand    |
| Nattaya Buttura (Fai) ณัฐธยาน์ บุตรธุระ                 | Sängerin, Tänzerin | seit 2020 | 2. Dezember 2002 | Chiangmai, Thailand |
| Tipanan Nilsiam (Punch) ทิพานัน นิลสยาม                | Sängerin, Tänzerin | seit 2020 | 24. Januar 2004  | Bangkok, Thailand   |
| Korranid Laosubinprasoet (Aheye) กรณิศ เล้าสุบินประเสริฐ | Sängerin, Tänzerin | seit 2020 | 9. Juni 2005     | Bangkok, Thailand   |

## Diskografie
- 2021: 4EVE: The First Album (Album, XOXO Entertainment)
- 2021: 4EVE Special Album: Trick or Treat? (Single-Album, XOXO Entertainment)
- 2022: 4EVE: Less is More (Single-Album, XOXO Entertainment)